# Анте Рогульїч
Анте Рогульїч (хорв. Ante Roguljić, нар. 11 березня 1996, Спліт) — хорватський футболіст, півзахисник румунського клубу «КС Університатя».
Виступав, зокрема, за клуби «Хайдук» (Спліт), «Адміра-Ваккер» та «Тренчин», а також молодіжну збірну Хорватії.

## Клубна кар'єра
Народився 11 березня 1996 року в місті Спліт.
У дорослому футболі дебютував 2013 року виступами за команду «Ліферінг», у якій провів один сезон, взявши участь у 21 матчі чемпіонату. 
Згодом з 2014 по 2015 рік грав у складі команд «Ред Булл» та «Ліферінг».
Своєю грою за останню команду привернув увагу представників тренерського штабу клубу «Хайдук» (Спліт), до складу якого приєднався 2015 року. Відіграв за сплітської команди наступний сезон своєї ігрової кар'єри.
У 2016 році уклав контракт з клубом «Адміра-Ваккер», у складі якого провів наступний рік своєї кар'єри гравця. 
Протягом 2017—2018 років захищав кольори клубів «Ваккер» (Інсбрук) та «Пафос».
З 2018 року три сезони захищав кольори клубу «Тренчин». 
До складу клубу «КС Університатя» приєднався 2021 року. Станом на 3 серпня 2022 року відіграв за крайовську команду 22 матчі в національному чемпіонаті.

## Виступи за збірні
У 2010 році дебютував у складі юнацької збірної Хорватії (U-15), загалом на юнацькому рівні взяв участь у 48 іграх, відзначившись 22 забитими голами.
Протягом 2014–2018 років залучався до складу молодіжної збірної Хорватії. На молодіжному рівні зіграв у 2 офіційних матчах.